# Mjällby
Mjällby – miejscowość (tätort) w Szwecji, w regionie administracyjnym (län) Blekinge, w gminie Sölvesborg.
Według danych Szwedzkiego Urzędu Statystycznego liczba ludności wyniosła: 1319 (31 grudnia 2015), 1346 (31 grudnia 2018) i 1345 (31 grudnia 2019).

## Galeria zdjęć

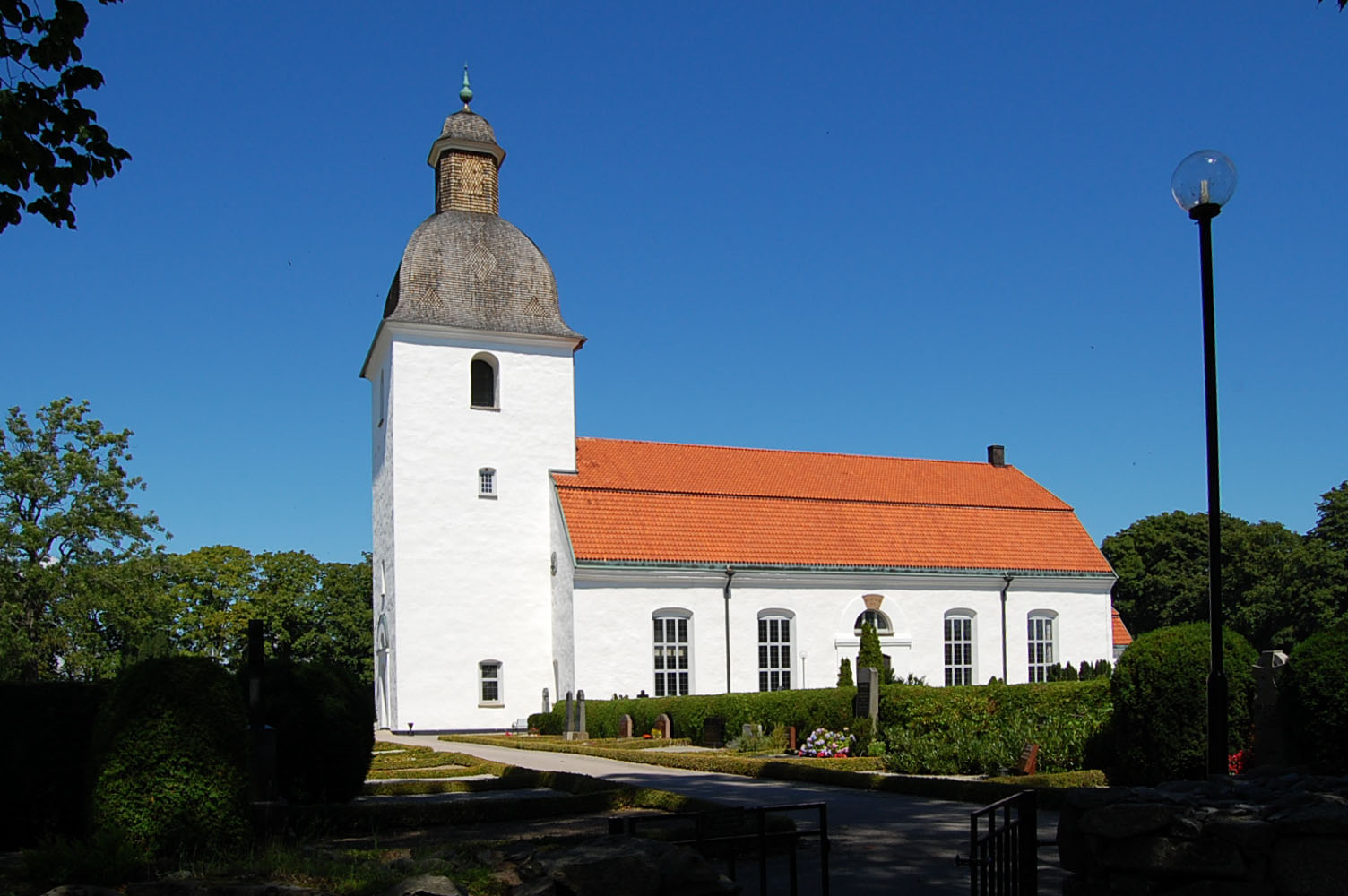
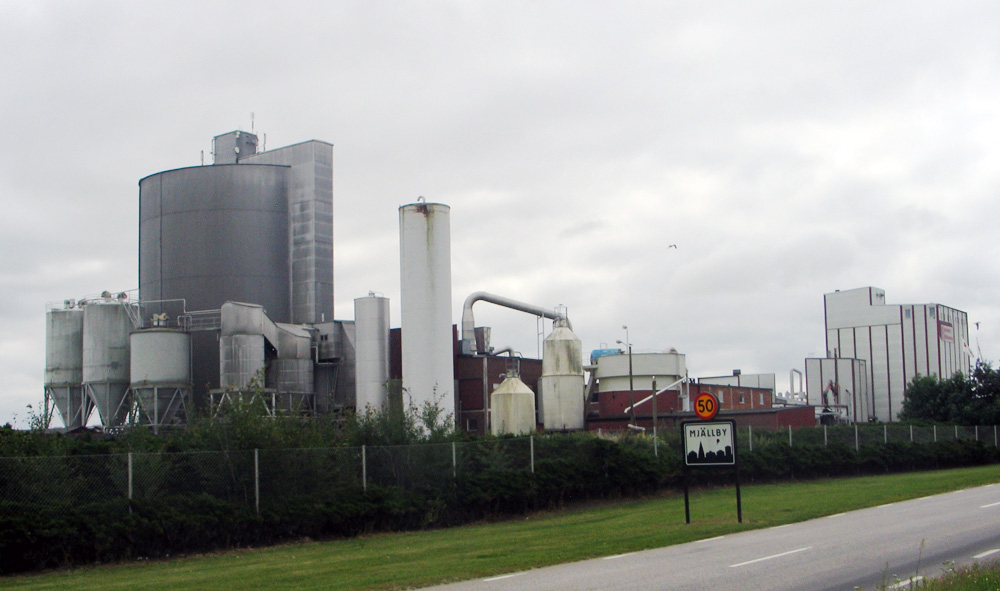

## Sport
- Mjällby AIF – klub piłkarski